# Mark Arcobello
Mark Robert Arcobello (* 12. August 1988 in Milford, Connecticut) ist ein US-amerikanischer Eishockeyspieler, der zuletzt bis zum Ende der Saison 2024/25 beim HC Lugano aus der Schweizer National League unter Vertrag gestanden und dort auf der Position des Centers gespielt hat. Zuvor war Arcobello unter anderem für die Edmonton Oilers, Nashville Predators, Pittsburgh Penguins, Arizona Coyotes und Toronto Maple Leafs in der National Hockey League (NHL) aktiv.

## Karriere

### Anfänge
Arcobello spielte von 2006 bis 2010 an der Yale University für die Yale Bulldogs in der ECAC Hockey. In der Saison 2008/09 kam er dabei erstmals auf eine Quote von mehr als einem Scorerpunkt pro Spiel (35 in 34 Spielen). Zudem gewann er mit der Mannschaft den Cleary Cup für den Gewinn der regulären Saison sowie den Whitelaw Cup für den Gewinn der Play-offs der ECAC. Am Ende der Saison wählte man Arcobello darüber hinaus ins ECAC First All-Star Team. Den Gewinn des Cleary Cup konnte die Mannschaft im darauffolgenden Jahr wiederholen, ehe Arcobello die Universität mit einem Abschluss in Politikwissenschaften verließ.

### Minor Leagues

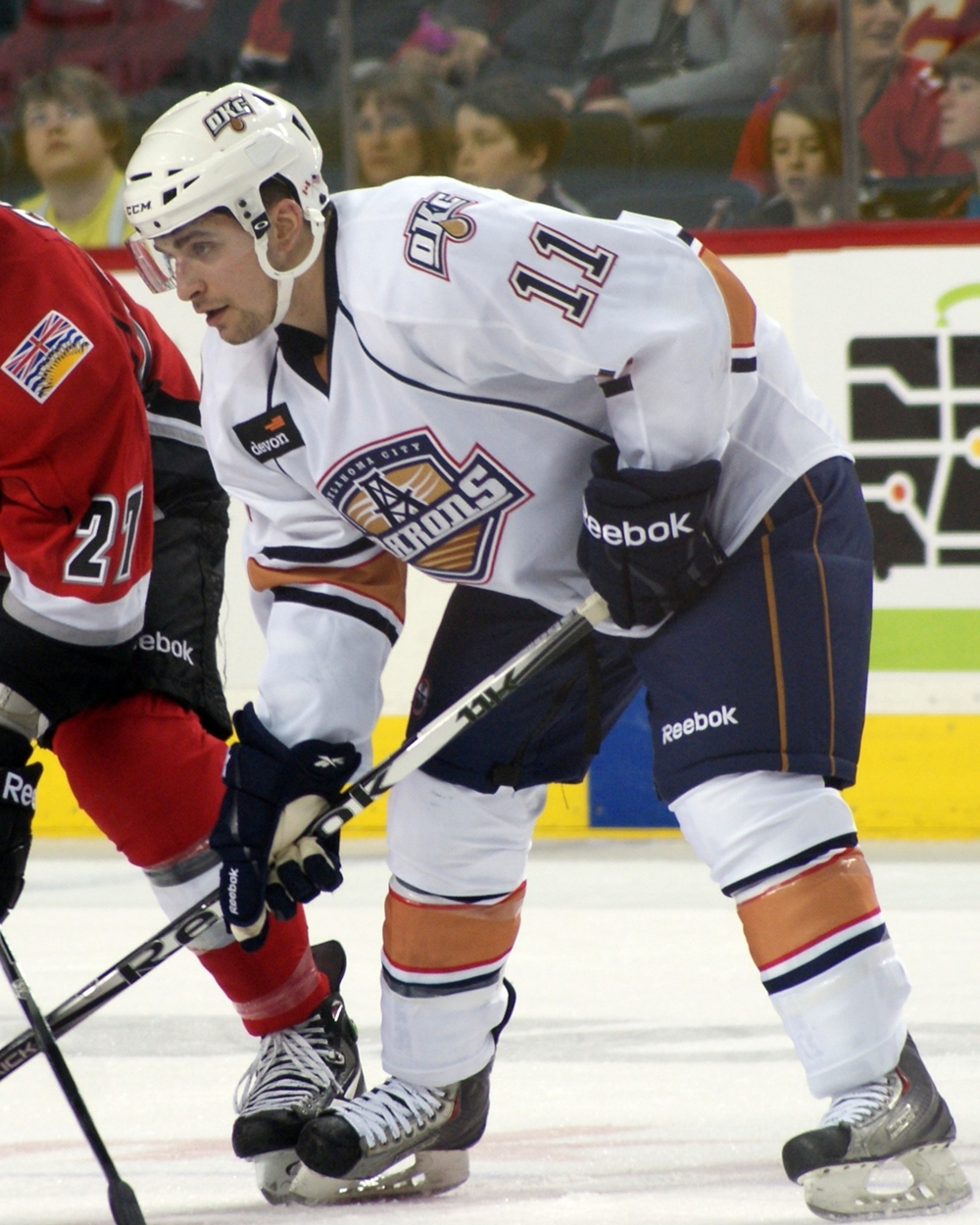
Arcobello im Trikot der Oklahoma City Barons (2011)

Mit Beginn der Saison 2010/11 schloss er sich den Stockton Thunder in der ECHL an, wechselte allerdings bereits nach einem halben Jahr, im Januar 2011, in die höherklassige AHL zu den Oklahoma City Barons. In der ECHL nahm er noch am ECHL All-Star Game teil und wurde dort zum Most Valuable Player gekürt. Nachdem ihm bei den Barons 22 Scorerpunkte in 26 Spielen bis zum Ende der Saison gelangen, unterzeichnete er einen Entry Level Contract bei den Edmonton Oilers, dem Partner-Franchise der Barons in der NHL.
Vorerst blieb Arcobello jedoch fester Bestandteil des AHL-Kaders und absolvierte in der Saison 2011/12 73 Spiele für die Barons; zudem erreichte er mit dem Team das Conference-Finale um den Calder Cup. In der Folgesaison kam der Amerikaner (begünstigt durch eine Verletzung von Shawn Horcoff) zu seinem Debüt in der NHL. Dies blieb jedoch sein einziges Spiel in dieser Spielzeit; er verbrachte den Rest der Zeit in der AHL und steigerte seine Leistung dort auf 68 Scorerpunkte in 74 Spielen. Darüber hinaus nahm er in der Saison am AHL All-Star Game teil.

### Stete Wechsel in der NHL
Im Juni 2013 verlängerte er seinen Vertrag bei den Oilers um ein weiteres Jahr, ehe er in der folgenden Spielzeit 2013/14 erstmals mehr Spiele in der NHL als in der AHL absolvierte. 41 Mal stand er für die Oilers auf dem Eis und erzielte dabei vier Tore und bereitete weitere 14 vor. Daraufhin verlängerten die Oilers seinen Vertrag im Sommer 2014 erneut und stellten ihm einen Stammplatz in der folgenden Spielzeit in Aussicht. Nachdem er für die Oilers in 36 Spielen 12 Punkte erzielt hatte, wurde er im Dezember 2014 im Austausch für Derek Roy zu den Nashville Predators transferiert. Diese wollten ihn im Januar 2015 an ihr Farmteam abgeben, sodass er auf den Waiver gesetzt wurde. Von diesem verpflichteten ihn dann die Pittsburgh Penguins. Auch bei den Penguins blieb er nur knapp einen Monat, bis diese ihn erneut auf den Waiver setzten und er von dort von den Arizona Coyotes verpflichtet wurde. Die Coyotes waren damit das vierte Team, bei dem Arcobello innerhalb von knapp eineinhalb Monaten unter Vertrag stand. Bei den Coyotes blieb Arcobello ebenfalls nur bis Saisonende, als sein auslaufender Vertrag nicht verlängert wurde und er sich als Free Agent den Toronto Maple Leafs anschloss. In Toronto kam der Angreifer abwechselnd bei den Leafs in der NHL sowie bei den Marlies in der AHL zum Einsatz.

### Schweiz
Nach der Saison 2015/16 entschloss sich Arcobello zu einem Wechsel nach Europa und unterzeichnete einen Zweijahresvertrag beim SC Bern aus der National League A. Mark Arcobello beendete die NLA-Qualifikation der Saison 2016/17 mit 55 Punkten (25 Tore, 30 Vorlagen) als punktbester Akteur und wurde zum besten Spieler der Hauptrunde gewählt. In den anschließenden Playoffs gewann er mit der Mannschaft die Schweizer Meisterschaft.
Nachdem der SC Bern die NLA-Qualifikation auch in der Saison 2017/18 gewonnen hatte, folgte im Playoff-Halbfinal das Aus gegen die ZSC Lions. In der Saison 2018/19 konnte der SC Bern zum dritten Mal in Folge die NLA-Qualifikation gewinnen. In den anschließenden Playoffs gewann der SCB nach drei hartumkämpften Serien den 16. Meistertitel der Vereinsgeschichte. Mark Arcobello war dabei in der Regular Season sowie in den Playoffs der beste Scorer des Teams. Zur Saison 2020/21 wechselte Arcobello innerhalb der Schweiz zum HC Lugano und unterzeichnete bei den Tessinern einen Dreijahresvertrag. Schlussendlich gehörte Arcobello fünf Spielzeiten bis zum Frühjahr 2025 dem Kader des HCL an.

### International
Nach der Saison 2014/15 debütierte Arcobello im Dress der Nationalmannschaft der USA und gewann bei der Weltmeisterschaft 2015 die Bronzemedaille. Anschließend gehörte er zum US-amerikanischen Aufgebot bei den Olympischen Winterspielen 2018, bei denen das Team, das ohne NHL-Spieler antrat, den siebten Platz belegte.

## Erfolge und Auszeichnungen
| - 2009 Whitelaw-Cup-Gewinn mit der Yale University - 2009 ECAC First All-Star Team - 2011 Teilnahme am ECHL All-Star Game - 2011 Wertvollster Spieler des ECHL All-Star Game - 2013 Teilnahme am AHL All-Star Classic | - 2017 PostFinance Top Scorer - 2017 Wertvollster Spieler der National League A - 2017 Schweizer Meister mit dem SC Bern - 2019 Schweizer Meister mit dem SC Bern |

### International
- 2015 Bronzemedaille bei der Weltmeisterschaft

## Karrierestatistik
Stand: Ende der Saison 2024/25

### International
Vertrat die USA bei:
- Weltmeisterschaft 2015
- Olympischen Winterspielen 2018

(Legende zur Spielerstatistik: Sp oder GP = absolvierte Spiele; T oder G = erzielte Tore; V oder A = erzielte Assists; Pkt oder Pts = erzielte Scorerpunkte; SM oder PIM = erhaltene Strafminuten; +/− = Plus/Minus-Bilanz; PP = erzielte Überzahltore; SH = erzielte Unterzahltore; GW = erzielte Siegtore; 1 Play-downs/Relegation; Kursiv: Statistik nicht vollständig)